# Carepa
Carepa est une municipalité située dans le département d'Antioquia, en Colombie.

## Personnalités liées à la municipalité
- Hermán Gaviria (1969-2002) : footballeur né à Carepa.